# Referenceellipsoide
En referenceellipsoide er en oblat omdrejningsellipsoide, der benyttes som en tilnærmet form af Jorden til at koordinatsætte punkter/steder.

## Anvendelse
Til brug for udtegning af (land)kort, opmåles punkter på Jorden. Disse punkter koordinatsættes på en oblat-omdrejningsellipsoide der er nærmere specificeret via et terrestisk referencesystem og som enten tilnærmer Jordens form lokalt eller globalt. Herefter kan man fremstille kort i et utal af projektioner til forskellige formål.

### Parametre
En omdrejningsellipsoide kan beskrives ved de samme parametre som den ellipse der, hvis den roteres om sin symmetriakse, udtegner omdrejningsellipsoiden. Hvis
- a er den halve storakse = ækvatorialradius, og
- b er den halve lilleakse = polradius

Så har vi:

#### Excentriciteten
Excentriciteten udtrykker hvor tæt ellipsen er på at være cirkelformet. e har en værdi mellem 0 og 1. Hvor 0 er en cirkel og 1 er en parabel.
{\displaystyle e\quad =\quad {\sqrt {\frac {a^{2}-b^{2}}{a^{2}}}}\quad =\quad {\sqrt {1-\left({\frac {b}{a}}\right)^{2}}}}

#### Fladtrykheden
Fladtryktheden angiver hvor stor forskellen er mellem de to radier i forhold til ækvatorialradius.
{\displaystyle f\quad =\quad {\frac {a-b}{a}}}
Fladtryktheden kan også udtrykkes ved excentriciteten:
{\displaystyle \qquad f\quad =\quad 1-{\sqrt {1-e^{2}}}}
idet udtrykene for e og f kan omskrives til:
{\displaystyle \qquad {\frac {b^{2}}{a^{2}}}=1-e^{2}\qquad {\mbox{, }}\qquad {\frac {b}{a}}=1-f}

### Geodætiske koordinater
En koordinat på referenceellipsoiden kaldes for en geodætisk koordinat. Den geodætiske koordinat har sin z-akse (højdeakse) vinkelret på ellipsoidens overflade. Hvilket indebærer at z-aksen kun går gennem ellipsoidens centrum, hvis koordinaten ligger på ækvator eller på en af polerne. Et punkts højde over ellipsoiden kaldes for ellipsoidehøjden.
I modsætning hertil står den geocentriske koordinat, hvis z-akse som navnet antyder går gennem ellipsoidens centrum, og som så ikke generelt står vinkelret på ellipsoidens overflade. Hvis ellipsoiden er geocentrisk, vil den geocentriske koordinat have sin z-akse vinkelret på geoiden.
Den geocentriske breddegrad Φ’ er koblet til den geodætiske breddegrad Φ via
{\displaystyle \tan {\phi \prime }\quad =\quad \left(1-e^{2}\right)\tan {\phi }}

## Eksempler på referenceellipsoider
Der har historisk været benyttet mange forskellige ellipsoider. Nedenfor er en tabel over de mest udbredte. (Værdier med fed skrift er eksakte, resten er afrundede – typisk afledte fra andre enheder)
| Ellipsoide | Officielt navn                    | Dato | Ækvatorialradius, km | Polradius, km  | Fladtrykthed f  | Gyldigheds område                                         |
| ---------- | --------------------------------- | ---- | -------------------- | -------------- | --------------- | --------------------------------------------------------- |
| GRS 80     | Geodetic Reference System 1980    | 1980 | 6378,137             | 6356,752314140 | 1/298,257222101 | Global (benyttes af IERS og i officiel dansk kortlægning) |
| WGS84      | World Geodetic System 1984        | 1984 | 6378,137             | 6356,752314245 | 1/298,257223563 | Global (benyttes af GPS)                                  |
| Australien |                                   | 1965 | 6378,160             | 6356,7747      | 1/298,25        | Australien                                                |
| Krasovskiy |                                   | 1940 | 6378,245             | 6356,8630      | 1/298,3         | Sovjetunionen (Rusland) og Østeuropa                      |
| Internat'l | International1924 el. Hayford1909 | 1924 | 6378,388             | 6356,9119      | 1/297           | Resten af verden (herunder Nordeuropa)                    |
| Clarke80   | Clarke 1880                       | 1880 | 6378,2491            | 6356,5149      | 1/293,46        | Det meste af Afrika, samt Frankrig                        |
| Clarke66   | Clarke 1866                       | 1866 | 6378,2064            | 6356,5838      | 1/294,98        | Nordamerika, Filippinerne                                 |
| Airy       | Airy 1830                         | 1830 | 6377,5634            | 6356,2569      | 1/299,32        | Storbritannien                                            |
| Bessel     | Bessel 1841                       | 1841 | 6377,3972            | 6356,0790      | 1/299,15        | Centraleuropa, Chile, Indonesien                          |
| Everest    | Everest 1830                      | 1830 | 6377,2763            | 6356,0754      | 1/300,80        | Indien, Pakistan og sydøst asiatiske lande                |

Bemærk, at de små forskelle i halvaksernes længde ikke er et udtryk for unøjagtigheder, men et resultat af forskelligt valg af ellipsoide i forsøget på at tilpasse den til den lokale geoide.
De fleste moderne referencerammer opererer med en globalt tilnærmet omdrejningsellipsoide med centrum i Jordens massemidtpunkt. Dette gælder f.eks. i GPS-systemet. Derimod har alle ellipsoider fra før satellitalderen, generelt ikke centrum det samme sted. De er i stedet knyttet til deres gyldighedsområde via et 'initialpunkt' – et punkt hvor ellipsoiden tangerer den valgte geoide.

## Syv-parameter transformation
Opsøger man et punkt med en given længde- og breddegrad på to kort lavet på baggrund af hver deres ellipsoide, så lander man ikke det samme sted. Simpelthen fordi ellipsoiderne ikke er sammenfaldende. For at få en koordinat på én ellipsoide udtrykt på en anden ellipsoide, skal man; skalere, rotere og parallelforskyde koordinaten. Dette kaldes også for en 7-parameter transformation eller en Helmert transformation.
Da man vedtog WGS84 valgte det amerikanske forsvar at bibeholde deres længdegrad (ca. 85°V) i det nye system. Det havde så den bivirkning at alt andet flyttede rundt på kloden, hvorved også selveste 0-meridianen flyttede sig. Den flyttede godt 100m østover. Så man står altså ikke længere med et ben på både den østlige og den vestlige halvkugle når man står på observatoriet (og turistattraktionen) i London-forstaden Greenwich.

## Ændringer over tid
På grund af pladetektonik flytter kontinenterne rundt og med tiden passer ellipsoiderne så ikke længere så godt til virkeligheden. Og der må fremstilles nye referencesystemer og tilhørende ellipsoider. Heraf kommer brugen af årstal i enden af ellipsoidenavnet.

## Ellipsoider i dansk kartografi
I Danmark benyttes i dag officielt GRS80-elipsoiden som er knyttet til referencesystemet ETRS-89 og som også så småt er ved at være i brug i resten af EU. Da forskellen mellem WGS84-ellipsoiden og GRS80-ellipsoiden er meget meget lille benyttes dog i praksis også WGS84 til almindelig kortlægning, uden at det får nogen betydning, så længe der ikke er tale om cm-præcision.
Derimod har det stor betydning om en koordinat er refereret til ETRS89/GRS80 eller til det tidligere officielle system; ED50/International1924, idet forskellen er mere end 100m i terrænet. (ED50 er dog er ved at være fuldstændigt udfaset, men findes stadig på trykte kort f.eks. Geodatastyrelsens cm-kort (Tidligere Kort- og Matrikelstyrelsen)).
Agri Bavnehøj i Mols Bjerge har de geodætiske koordinater:
56°13′47.6125″N 10°32′11.3928″Ø / 56.229892361°N 10.536498000°Ø i ETRS89/GRS80
56°13′49.7777″N 10°32′15.9359″Ø / 56.230493806°N 10.537759972°Ø i ED50/International 1924
Opsøger man punktet i det 'forkerte' referencesystem, så lander man ca. 103m væk. (Beregnet med Geodatastyrelsens Web-koordinattransformation, se ekstern henvisning).
Det er værd at bemærke, at Agri Bavnehøj ikke er flyttet ca. 100m ssv-over. Der er tale om geodætiske koordinater, altså koordinater på ellipsoiden, og ikke astronomiske koordinater. Sidstnævnte afhænger af den lokale lodlinje og dermed af geoiden. På grund af pladetektonik flytter Danmark ca. 2-3 mm nnø-over hvert år. Så højen er (sammen med resten af landet) på 40 år kun flyttet ca. 10cm, endda i modsat retning.
Det endnu tidligere danske System34(45) har ikke knyttet en egentlig ellipsoide til sig. (Agri Bavnehøj er i øvrigt udgangspunktet for det danske planfikspunktsnet og System34 hvor det har koordinaten (200km, 200km).